# Palpatine
Sheev Palpatine, også kendt under sit Sith-navn Darth Sidious, er en person i Star Wars-universet. Hans fornavn bliver kun nævnt i filmen Star Wars: The Rise of Skywalker og i bogen Star Wars: Tarkin, der er skrevet af James Luceno, og udkom i 2014.

## Optrædener

### Baggrundshistorie
Som med Yoda findes der ikke mange oplysninger om Palpatines tidlige liv. Man regner med han blev født på Naboo i ca. 84BBY. Efter mange mislykkedes forsøg blev han først valgt som senator for Naboo i 52 BBY.

### Original-trilogien (1977-1983)
Palpatine bliver kun omtalt som "Kejseren" i den originale trilogi. I Star Wars Episode IV: Et nyt håb fra 1977, den første og originale film i franchisen bliver han kun kort nævnt.
Kejseren optræder for første gang i Star Wars Episode V: Imperiet slår igen fra 1980, efterfølgeren til den originale film. Han optræder som et hologram, hvor han og Darth Vader drøfter om, at Luke Skywalker udgør en trussel mod Imperiet. Vader overtaler Kejseren til at vende Luke til den mørke side.
I Star Wars Episode VI: Jedi-ridderen vender tilbage fra 1983 ankommer Kejser Palpatine i starten af filmen til Dødsstjernen, som Imperiet er ved at genopføre, da Oprørsalliancen og Luke Skywalker ødelagde den første. Palpatine bliver ombord på Dødsstjernen, og beordrer Darth Vader til at bringe ham Luke Skywalker, der befinder sig sammen med andre helte fra Oprørsalliancen som Han Solo, Prinsesse Leia, R2-D2, C-3PO og Chewbacca på den lille skovmåne Endor, som Dødsstjernen er i kredsløb om. Vader vender senere tilbage med Luke, og her forsøger Palpatine at lokke den unge jedi-ridder til at tage sin fars plads som næstkommanderende i Imperiet. Efter en kamp med lyssværd mellem Luke Skywalker og Darth Vader, som Luke vinder, vælger han at afslå Palpatines tilbud, og giver dermed ikke efter for den mørke side. Lukes afslag gør Palpatine rasende, og han forsøger at dræbe Luke med lyn, som kommer ud af fingerspidserne. I store smerter appellerer Luke til sin far, Darth Vader, om at hjælpe ham, og til sidst bliver sønnens lidelser for meget for Vader, som løfter Kejser Palpatine op og smider ham ned i en meget lang skakt i Dødsstjernen, hvor han afgår ved døden. Darth Vader dør også kort efter, da Palpatines lyn har ødelagt hans dragt, men han vendte altså tilbage til Kraftens lyse side og døde som en helt.

### Prequel trilogien (1999-2005)
I Star Wars Episode I: Den usynlige fjende fra 1999 starter Palpatine som en midaldrende galaktisk senator fra planeten Naboo. Igennem filmen manipulerer han med flere af sine kolleger i Det Galaktiske Senat samt andre karakterer. Således får han overtalt Padmé Amidala, der er Naboos dronning, til at stille en mistillidserklæring til den siddende Kansler Valorum, hvilket betyder, at der skal vælges en ny kansler, og her er Palpatine én af kandidaterne. Han vinder valget, og overtager i slutningen af filmen embedet som Overkansler af Den Galaktiske Republik.
I Star Wars Episode II: Klonernes Angreb fra 2002 har Palpatine har siddet på posten som overkansler i ti år. Han har på dette tidspunkt charmeret det meste af senatet, og er en yderst vellidt person i Republikken. Samtidig har Palpatine påbegyndt et venskab med den unge jedi-ridder, Anakin Skywalker, som han har påtaget sig en slags mentorrolle for.
Selv om han er vellidt blandt mange, klarer Republikken sig dog på tidspunkt ikke så godt, som da Palpatine overtog styringen. Således har mange utilfredse stjernesystemer løsrevet sig, og dannet deres egen Separatist Alliance, der er ledet af den onde sith-fyrste Grev Dooku. Separatisterne truer Republikken på livet, da de har produceret en enorm hær af kampdroider, og derfor manipulerer Palpatine den godtroende Jar Jar Binks til at overbevise senatet om, at de skal give kanslerembedet ekstra nødbeføjelser, så han kan godkende skabelsen af en klonhær. Kort efter finder Slaget på Geonosis sted mellem Republikkens klonhær og Separatisternes kampdroider, hvilket indleder klonkrigene.
Star Wars Episode III: Sith-fyrsternes hævn fra 2005 begynder hen imod slutningen af klonkrigene, og på dette tidspunkt er Palpatine stadig Republikkens leder. Han har siddet i kanslerembedet langt ud over sin regeringstid, men takket være sin manipulation af senatet har han formået at konsolidere sin stilling, hvilket flere medlemmer af Jedi-rådet ikke er begejstrede for. Én jedi-ridder, Anakin Skywalker, støtter dog Palpatine, idet de to har været venner i flere år, og dette venskab begynder Palpatine nu at udnytte for at få Anakin til at vende sig hen mod den mørke side. Overfor Anakin afslører Palpatine nemlig, at han er den sith-fyrste, også kendt som Darth Sidious, som jedi-ridderne har ledt efter i mere end 10 år, og at han vil oplære den unge jedi-ridder i den mørke side af Kraften, så Anakin kan redde sin kones liv. Anakin indvilliger i at lade sig oplære, og bliver af Palpatine givet navnet Darth Vader. Sammen færdiggør de Palpatines plot om at udrydde jedi-ridderne, hvilket næsten lykkes, idet kun ganske få jedi-riddere, heriblandt Obi-Wan Kenobi og Mester Yoda, overlever det indledende angreb på alle jedi-riddere rundt omkring i galaksen.
Efter at have sendt Darth Vader af sted til lavaplaneten Mustafar for at gøre en ende på klonkrigene konfronteres Palpatine, der i mellemtiden har reorganiseret Republikken til Det Galaktiske Imperium, og har påtaget sig titlen af kejser, af Yoda. Jedi-mesteren formår dog ikke at besejre den nykronede Kejser Palpatine, og skynder sig efterfølgende i eksil på sumpplaneten Dagobah. Palpatine har også travlt efter kampen mod Yoda. Igennem Kraften fornemmer han nemlig, at Darth Vader, som på Mustafar kæmper mod Obi-Wan Kenobi, er i overhængende fare. Palpatine når frem til lavaplaneten, netop som sin lærling har tabt kampen mod Kenobi, der til slut huggede begge ben og én arm af Vader. Palpatine redder Darth Vader, idet han udstyrer ham med en dragt, som bl.a. hjælper ham med at trække vejret. Republikken og friheden i galaksen er et overstået kapitel, og nu følger over 20 års tyranni under Imperiets styre.

### TV-serier

#### The Clone Wars
Palpatine optræder som en tilbagevendende karakter i adskillige afsnit i tv-serien Star Wars: The Clone Wars fra 2008. Ian Abercrombie lægger stemme til Palpatine, og af Tim Curry (fra 2012 til 2014).

#### Rebels
Palpatine bliver for det meste kun nævnt eller hørt som stemme i tv-serien Star Wars Rebels fra 2014. I sæson 4 afsnit "Family Reunion - and Farewell" hvor han konfronterer seriens hovedperson Ezra Bridger.

#### De hårde hunde
Palpatine ses i første sæson af tv-serien Star Wars: De hårde hunde som et hologram under den Galaktiske Republik Republikkens omorganisering til den nye regering Det Galaktiske Imperium, ligesom under begivenhederne i filmen Sith-fyrsternes hævn fra 2005. I tredje og sidste sæson af historien om Klonstyrke 99 i afsnittet ‘Tantiss Skygger’ tilser Kejseren personligt den tophemmelige base på Mount Tantiss på planeten Weyland. Her arbejder Dr. Royce Hemlock på diabolske eksperimenter, der bl.a. går på at udvalgte kloner gøres til totalt lydige, nærmest uovervindelige agenter for Imperiet. Endnu mere hemmeligt er det mystiske Projekt Nekromantiker, som er Kejserens plan om at have kloner af sig selv klar, hvis nogen mod alt forventning skulle have held til at dræbe ham. En klon han i tilfælde af sin død kan sende sin ånd over i. Centralt er klonpigen Omega, der ligesom Boba Fett er en uændret klon af dusørjægeren Jango Fett. Dr. Hemlock kæmper med at klone blod fra en gruppe intetanende børn med anlæg for Kraften, da prøverne ikke opretholder det høje M-tal, altså mængden af de såkaldte medichlorianer der afgør om personer kan udnytte Kraften, og hvor stærke de i så fald er. Omegas blod lader de klonede prøver opretholde det høje M-tal. Afgørende forskning og viden i jagten på at klone Palpatine selv. Uheldigvis for Kejseren lykkedes det Omega og de andre kloner, samt Nala Se fra Kamino at ødelægge basen, og ikke mindst de afgørende databanker. Guvernør Tarkin efterser ødelæggelserne, og poster pengene i hans eget eftertragtet projekt, Projekt Stardust, som er dæknavnet for den første Dødsstjerne. Hvad Darth Sidious foretager sig med Projekt Nekromantiker efterfølgende vides ikke endnu. Dog ved vi at efter den galaktiske borgerkrig mellem Imperiet og Oprørs Alliancen er afgjort, så nævnes det i afsnittet ‘Spionerne’ fra 3. sæson af The Mandalorian at Kommandant Brendol Hux, far til den senere General Armitage Hux der senere tjener Den Første Orden, samt Palpatines marionetdukke Snoke, under en samtale imellem Skyggerådets medlemmer at han nu leder projektet. Sandsynligt er det også her at de får skabt Snoke, der af de fleste i skrivende stund betragtes som en skabning med kunstig intelligens. Formentlig var Snoke aldrig klar over at han blev kontrolleret. Om Snoke er klonet fra en virkelig Snoke, eller det biologiske materialer er brugt fra en af hans race, er stadigvæk en gåde. Trods årtiers forskning lykkedes det aldrig nogen at skabe en for alvor brugbar klon til deres tidligere Kejser. Som det endeligt afsløres i The Rise of Skywalker er Darth Sidious dybt afhængigt af kringlet maskineri til at holde sig i live, og først da han samlet kan trække på livsenergien fra Rey og Ben Solo lykkedes det ham omsider, at skabe et krop stærk nok til at kunne for alvor vende tilbage som lederen af Den Endelige Orden.

### Star Wars Legends
Efter skaberen af Star Wars, George Lucas, solgte sit selskab, Lucasfilm, til The Walt Disney Company i 2012, blev alt andet end de, på daværende tidspunkt, 6 eksisterende Star Wars-film, den animerede TV-serie Star Wars: The Clone Wars og tegneserien Darth Maul: Son of Dathomir kategoriseret som ikke værende officiel Star Wars-kanon. Alle andre bøger, tegneserier, animerede TV-serier, spil, m.m., der udkom før 2012, er derfor ikke længere en del af den officielle Star Wars-historie, og går nu under navnet Star Wars Legends.
I den officielle Star Wars-kanon er Sheev Palpatine altså død og borte, men dette er ikke tilfældet i Star Wars Legends. I Tom Veitch' og Cam Kennedys Star Wars: Dark Empire og Star Wars: Dark Empire II, som foregår efter Episode VI, blev Palpatine nemlig genoplivet, og vendte tilbage for at sprede skræk og rædsel i galaksen.
Alle bøger, tegneserier, TV-serier og film m.m., som er udkommet efter 2012, er dog en del af Star Wars-kanon og dermed en del af den officielle Star Wars-historie, mens de fleste spil også er det.